# Zio Adolfo in arte Führer
Zio Adolfo in arte Führer è un film italiano del 1978 diretto da Castellano e Pipolo.

## Trama

Una scena del film

Amanda Lear in una scena

Il film è una raccolta di gag a tema Nazismo/Seconda Guerra Mondiale/Hitler, presentati come un documentario.
Vengono rimontati e ridoppiati autentici filmati d'epoca di Hitler, Stalin, Churchill, Roosevelt (tanto che vengono citati nei titoli di coda come interpreti di se stessi) in situazioni grottesche o con dichiarazioni divertenti.
Sono presenti anche molte scene girate per l'occasione, sia per proseguire come filmati storici che per mini sketch a sé.
Nel film poi sono presenti due storie principali: una coppia di gemelli, entrambi interpretati da Adriano Celentano, uno, fanatico, si arruola nelle SS, diventa colonnello e amico del Führer; l'altro, anarchico e sognatore, progetta diversi attentati alla vita del dittatore. La seconda storia è di un giovane soldato tedesco arruolato la prima notte di nozze che mantiene dal fronte uno scambio epistolare con la moglie, nascondendo gli orrori della trincea e invece descrivendoli come vantaggi pratici, la neo sposa fa lo stesso rispondendogli da una Berlino sotto i bombardamenti.